# Ayman Azhil
Ayman Azhil, né le 10 avril 2001 à Düsseldorf en Allemagne, est un footballeur germano-marocain, qui évolue au poste de milieu de terrain au Borussia Dortmund.

## Biographie

### En club

#### Formation au Bayer Leverkusen et prêt
Formé au Bayer Leverkusen, Azhil fait sa première apparition sur le banc de l'équipe première lors de la saison 2019-2020, sans pour autant faire ses débuts professionnels en Bundesliga.
Lors de la saison 2020-2021, il est prêté au RKC Waalwijk, club évoluant en Eredivisie. Il fait ses débuts professionnels le 17 octobre 2020 sous la direction de Fred Grim, lors d'un match à l'extérieur face au Heracles Almelo (victoire, 0-1). Onze jours plus tard, il reçoit sa première titularisation contre le SC Cambuur (match nul, 2-2). Pour sa première saison dans le football professionnel, il dispute au total 22 matchs en championnat et un match en Coupe des Pays-Bas.
Lors de la saison 2021-2022, il prolonge son prêt au RKC Waalwijk avec une saison supplémentaire, jusqu'en juin 2022.
De retour au Bayer Leverkusen, le 4 octobre 2022, il fait sa première apparition sur le banc d'un match de Ligue des champions avec le Bayer Leverkusen à l'occasion d'un match de poule face au FC Porto (défaite, 2-0). Sa patience est récompensée par une première entrée en jeu en Bundesliga, un mois plus tard contre le VfB Stuttgart, entrant en jeu à la 90e minute à la place de Kerem Demirbay, le match se soldant sur une victoire de 2-0.

#### Borussia Dortmund
Le 1er juillet 2023, il s'engage pour trois saisons au Borussia Dortmund. Il est dans un premier temps relégué avec l'équipe réserve, évoluant au troisième niveau d'Allemagne.

### En équipe nationale
En octobre 2021, il figure pour la première fois sur la liste du Maroc olympique concoctée par Hicham Dmii pour un stage de préparation au Centre sportif de Maâmora à Salé du 4 au 12 octobre,.
En septembre 2023, sous le sélectionneur Issame Charaï, il figure sur le banc pour un match international U23 contre le Brésil olympique à Fès (victoire, 1-0),.

## Palmarès

### En club
Bayer Leverkusen
- Coupe d'Allemagne :
  - Finaliste : 2019-20